# Korean Music Awards
Korean Music Awards (hangul: 한국대중음악상) är en årlig musikgala i Sydkorea sedan 2004 där musikpriser delas ut. Vinnarna utses av en domarpanel som består av musikkritiker och andra professionella inom musikindustrin.

## Kategorier
- Årets album tilldelas årets bästa album. Priset har tilldelats varje år sedan 2004.
- Årets låt tilldelas årets bästa låt. Priset har tilldelats varje år sedan 2004.
- Årets musiker tilldelas årets bästa musiker. Från 2004 till 2007 tilldelades priset till tre olika artister, men sedan 2008 har bara en artist fått priset varje år.
- Årets nya musiker tilldelas de bästa nya artisterna som debuterat under det gångna året. Priset har tilldelats varje år sedan 2004 och har vid två tillfällen tilldelats två olika artister samma år.
- Årets soundtrack tilldelades en OST från film eller TV-serier. Priset tilldelades varje år från 2004 till 2013.
- Årets val (av fans) tilldelades en musikgrupp, en manlig artist och en kvinnlig artist varje år från 2009 till 2016. Inför varje års prisutdelning tilläts folk att rösta på internet för att få fram den populäraste artisten inom var och en av de tre kategorierna.
- Årets album efter genre har tilldelats inom totalt tio kategoriseringar av musikgenrer sedan 2004. Det första året tilldelades priset till ett album inom var och en av de fyra kategorierna rock, hiphop, R&B & soul och jazz & crossover. Följande år lades även pop och alternativ rock till som två kategorier, medan kategorin dance & electronic lades till inför 2006. Jazz & crossover delades upp i två separata kategorier inför 2009. Folkmusik lades till som kategori 2015 och detta följdes upp av metal & hardcore som ny kategori sedan 2016.
- Årets låt efter genre har tilldelats inom totalt åtta kategoriseringar av musikgenrer sedan 2006. Det första året tilldelades priset till en låt inom var och en av de sex kategorierna pop, rock, alternativ rock, hiphop, R&B & soul och jazz & crossover. Följande år lades även dance & electronic till som en kategori, medan kategorin jazz & crossover togs bort efter 2008. En ny kategori för genren folkmusik lades till inför 2015. Till skillnad från priserna till årets album efter genre finns det ännu inget pris för årets låt inom kategorin metal & hardcore.

## Vinnare

### Årets album
| Upplaga   | Artist              | Albumtitel                      |
| --------- | ------------------- | ------------------------------- |
| #14: 2017 | Jo Dong-jin         | As a Tree                       |
| #13: 2016 | E Sens              | The Anecdote                    |
| #12: 2015 | Loro's              | W.A.N.D.Y                       |
| #11: 2014 | Yoon Young-bae      | Dangerous World                 |
| #10: 2013 | 3rd Line Butterfly  | Dreamtalk                       |
| #9: 2012  | Kiha & The Faces    | Kiha & The Faces                |
| #8: 2011  | Garion              | Garion 2                        |
| #7: 2010  | Seoul Electric Band | Life Is Strange                 |
| #6: 2009  | Sister's Barbershop | The Presence of the Most Common |
| #5: 2008  | Lee Juck            | Songs Made of Wood              |
| #4: 2007  | Swallow             | Aresco                          |
| #3: 2006  | Second Moon         | 2nd Moon                        |
| #2: 2005  | My Aunt Mary        | Just Pop                        |
| #1: 2004  | The The             | The The Band                    |

### Årets låt
| Upplaga   | Artist            | Låttitel                 |
| --------- | ----------------- | ------------------------ |
| #14: 2017 | Bolbbalgan4       | "Galaxy"                 |
| #13: 2016 | Big Bang          | "Bae Bae"                |
| #12: 2015 | Soyou & Junggigo  | "Some"                   |
| #11: 2014 | Cho Yong-pil      | "Bounce"                 |
| #10: 2013 | Psy               | "Gangnam Style"          |
| #9: 2012  | IU                | "Good Day"               |
| #8: 2011  | Hot Potato        | "Confession"             |
| #7: 2010  | Girls' Generation | "Gee"                    |
| #6: 2009  | Kiha & The Faces  | "Cheap Coffee"           |
| #5: 2008  | Lee Juck"         | "It's Fortunate"         |
| #4: 2007  | Lee Han-chul      | "Superstar"              |
| #3: 2006  | Yoon Do-hyun      | "It Must Have Been Love" |
| #2: 2005  | Cho PD            | "Friend"                 |
| #1: 2004  | Loveholics        | "Loveholics"             |

### Årets musiker
| Upplaga   | Artist                                |
| --------- | ------------------------------------- |
| #14: 2017 | Jay Park                              |
| #13: 2016 | Deepflow                              |
| #12: 2015 | Lee Seung-hwan                        |
| #11: 2014 | Sunwoo Jung-a                         |
| #10: 2013 | Psy                                   |
| #9: 2012  | Kiha & The Faces                      |
| #8: 2011  | Galaxy Express                        |
| #7: 2010  | Seoul Electric Band                   |
| #6: 2009  | Toy                                   |
| #5: 2008  | Lee Seung-yeol                        |
| #4: 2007  | Lee Ji-hyung, No Brain, Park Seon-joo |
| #3: 2006  | Cho Kyu-chan, Lee Tzsche, W           |
| #2: 2005  | Clazziquai, Lee Seung-chul, Lee So-ra |
| #1: 2004  | Big Mama, Lee Tzsche, Wheesung        |

### Årets nya musiker
| Upplaga   | Artist                           |
| --------- | -------------------------------- |
| #14: 2017 | Silica Gel                       |
| #13: 2016 | Hyukoh                           |
| #12: 2015 | Kim Sa-wol & Kim Hae-won         |
| #11: 2014 | Rock 'n Roll Radio               |
| #10: 2013 | 404                              |
| #9: 2012  | ByeByeBadMan                     |
| #8: 2011  | Gate Flowers                     |
| #7: 2010  | Apollo 18, Guckkasten            |
| #6: 2009  | Loro's                           |
| #5: 2008  | Younha                           |
| #4: 2007  | The Mustangs                     |
| #3: 2006  | Second Moon, Sogyumo Acacia Band |
| #2: 2005  | MOT                              |
| #1: 2004  | Jung Jae-il                      |

### Årets soundtrack
| Upplaga   | Film / TV-serie                          |
| --------- | ---------------------------------------- |
| #10: 2013 | Nameless Gangster: Rules of the Time OST |
| #9: 2012  | Late Autumn OST                          |
| #8: 2011  | Bravo, Jazz Life OST                     |
| #7: 2010  | Mother OST                               |
| #6: 2009  | Ancient Tea Route OST                    |
| #5: 2008  | Que Sera, Sera OST                       |
| #4: 2007  | Radio Star OST                           |
| #3: 2006  | Sympathy for Lady Vengeance OST          |
| #2: 2005  | Ireland OST                              |
| #1: 2004  | Untold Scandal OST                       |

### Årets val (av fans)
| Upplaga   | Vinnare           | Vinnare       | Vinnare        | Vinnare |
| Upplaga   | Musikgrupp        | Kvinnlig solo | Manlig solo    |         |
| --------- | ----------------- | ------------- | -------------- | ------- |
| #13: 2016 | Big Bang          | IU            | Park Jin-young |         |
| #12: 2015 | Infinite          | HA:TFELT      | Jay Park       |         |
| #11: 2014 | EXO               | Lee Hi        | G-Dragon       |         |
| #10: 2013 | Busker Busker     | Lena Park     | Jay Park       |         |
| #9: 2012  | Infinite          | IU            | Verbal Jint    |         |
| #8: 2011  | f(x)              | Kim Yoon-ah   | Taeyang        |         |
| #7: 2010  | Girls' Generation | Baek Ji-young | Jungyup        |         |
| #6: 2009  | Wonder Girls      | Younha        | Chang Ki-ha    |         |

### Årets album efter genre
| Upplaga   | Vinnare                               | Vinnare                                        | Vinnare                                                              | Vinnare                                      | Vinnare                                        |
| Upplaga   | Pop                                   | Rock                                           | Alternativ rock                                                      | Metal & Hardcore                             | Folkmusik                                      |
| --------- | ------------------------------------- | ---------------------------------------------- | -------------------------------------------------------------------- | -------------------------------------------- | ---------------------------------------------- |
| #14: 2017 | Jo Dong-jin As a Tree                 | ABTB Attraction Between Two Bodies             | Wings of the ISANG Stream of Consciousness                           | Remnants of the Fallen Shadow Walk           | Li Min-hwee Borrowed Tongue                    |
| #13: 2016 | Ravie Nuage Youth                     | The Monotones Into the Night                   | The Koxx The New Normal                                              | Method Abstract                              | Kim Sa-wol Suzanne                             |
| #12: 2015 | Akdong Musician Play                  | Danpyunsun and the Sailors Animal              | Loro's W.A.N.D.Y                                                     | —                                            | Kim Sa-wol & Kim Hae-won Secret                |
| #11: 2014 | Sunwoo Jung-a It's Okay, Dear         | Yellow Monsters Red Flag                       | Yoon Young-bae Dangerous World                                       | —                                            | —                                              |
| #10: 2013 | Busker Busker Busker Busker 1st Album | Jung Cha-shik Turbulent Modern Times           | 3rd Line Butterfly Dreamtalk                                         | —                                            | —                                              |
| #9: 2012  | Neon Bunny Seoulight                  | Kiha & The Faces                               | Lee Seung-yeol Why We Fail                                           | —                                            | —                                              |
| #8: 2011  | Cho Kyu-chan 9                        | Crash The Paragon of Animals                   | 9 and the Numbers                                                    | —                                            | —                                              |
| #7: 2010  | Lee So-ra 7th Album                   | Seoul Electronic Band Life Is Strange          | The Black Skirts 201                                                 | —                                            | —                                              |
| #6: 2009  | Kim Dong-ryool Monologue              | Galaxy Express Noise on Fire                   | Sister's Barbershop A Most Ordinary Existence                        | —                                            | —                                              |
| #5: 2008  | Lee Juck Songs Made of Wood           | Hollow Jan Rough Draft In Progress             | MOT Strange Seasons Huckleberry Finn Fantasies... My Disillusionment | —                                            | —                                              |
| #4: 2007  | Park Seon-joo A4rism                  | The Mustangs                                   | Swallow Aresco                                                       | —                                            | —                                              |
| #3: 2006  | W Where the Story Ends                | Black Hole Hero                                | Mongoose Dancing Zoo                                                 | —                                            | —                                              |
| #2: 2005  | Clazziquai Instant Pig                | Vassline Blood of Immortality                  | My Aunt Mary Just Pop                                                | —                                            | —                                              |
| #1: 2004  | —                                     | Cocore Super Stars                             | —                                                                    | —                                            | —                                              |
| Upplaga   | Vinnare                               | Vinnare                                        | Vinnare                                                              | Vinnare                                      | Vinnare                                        |
| Upplaga   | Dance & Electronic                    | Hiphop                                         | R&B & Soul                                                           | Jazz                                         | Crossover                                      |
| #14: 2017 | Kirara Moves                          | Hwaji Zissou                                   | Jay Park Everything You Wanted                                       | Choi Sung-ho Singularity When the Wind Blows | Second Moon Pansori Chunhyang-ga               |
| #13: 2016 | Trampauline MARGINAL                  | E Sens The Anecdote                            | Samuel Seo FRAMEWORKS                                                | Lee Bu-young Little Star                     | The NEQ Passing of Illusion                    |
| #12: 2015 | HEO Structure                         | Hwaji Eat                                      | Crush Crush On You                                                   | Lee Seon-ji The Night of the Border          | Han Seung-seok & Jung Jae-il Bari Abandoned    |
| #11: 2014 | Glen Check Youth                      | Paloalto Chief Life                            | Zion.T Red Light                                                     | Na Yoon-sun Lento                            | Salon de Oh Soo-gyeong Salon de Tango          |
| #10: 2013 | Glen Check Haute Couture              | Soriheda Soriheda 2                            | Naul Principle of My Soul                                            | Lee Won-sool Point of Contact                | Jambinai Différance                            |
| #9: 2012  | Idiotape 11111101                     | Simo & Mood Schula                             | Boni 1990                                                            | BG Salon Repeat, Pause, Play                 | Park Joo-won Fiesta of Sadness                 |
| #8: 2011  | 2NE1 To Anyone                        | Garion Garion2                                 | Jinbo Afterwork                                                      | Na Yoon-sun Same Girl                        | La Ventana Nostalgia and the Delicate Woman    |
| #7: 2010  | Brown Eyed Girls Sound-G              | Drunken Tiger Feel gHood Muzik: The 8th Wonder | Ra.D Realcollabo                                                     | Song Young-joo Love Never Fails              | Park Joo-won Time of the Gypsies               |
| #6: 2009  | W&Whale Hardboiled                    | Verbal Jint Framed                             | Taeyang Hot                                                          | Na Yoon-sun Voyage                           | Miyeon & Park Je-chun Dreams From the Ancestor |
| #5: 2008  | House Rulez Mojito                    | Epik High Remapping The Human Soul             | Yoon Mi-rae                                                          | Woong San Yesterday                          | Woong San Yesterday                            |
| #4: 2007  | Uhm Jung-hwa Prestige                 | The Quiett Q Train                             | Seo Young Do Trio Circle                                             | Seo Young Do Trio Circle                     | Seo Young Do Trio Circle                       |
| #3: 2006  | Second Moon 2nd Moon                  | Dynamic Duo Double Dynamite                    | Windy City Love Record: Love, Power and Unity                        | 2nd Moon                                     | 2nd Moon                                       |
| #2: 2005  | —                                     | Bobby Kim Beats within My Soul                 | Gummy It's Different                                                 | Jeon Je-deok                                 | Jeon Je-deok                                   |
| #1: 2004  | —                                     | Defconn N/A                                    | Yoon Geon N/A                                                        | Na Yoon-sun N/A                              | Na Yoon-sun N/A                                |

### Årets låt efter genre
| Upplaga   | Vinnare                               | Vinnare                                      | Vinnare                                          | Vinnare                              | Vinnare                              |
| Upplaga   | Pop                                   | Rock                                         | Alternativ rock                                  | Metal & Hardcore                     | Folkmusik                            |
| --------- | ------------------------------------- | -------------------------------------------- | ------------------------------------------------ | ------------------------------------ | ------------------------------------ |
| #14: 2017 | Wonder Girls "Why So Lonely"          | Jun Bum-sun and The Yangbans "Revolution"    | 9 and the Numbers "Song for Tuvalu"              | —                                    | Lang Lee "Playing God"               |
| #13: 2016 | Big Bang "Loser"                      | Lowdown 30 "More Burning"                    | Hyukoh "Comes and Goes"                          | —                                    | Kim Sa-wol "April, 2014"             |
| #12: 2015 | Soyou & Junggigo "Some"               | Asian Chairshot "Haeya"                      | 9 and the Numbers "Hide and Seek"                | —                                    | Kwon Tree "Childhood"                |
| #11: 2014 | Cho Yong-pil "Bounce"                 | Yellow Monsters "Red Flag"                   | Yoon Young-bae "Dangerous World"                 | —                                    | —                                    |
| #10: 2013 | Busker Busker "Yeosu Night Sea"       | Jung Cha-sik "Street Musician"               | 3rd Line Butterfly "The Day We Breakup is Today" | —                                    | —                                    |
| #9: 2012  | IU "Good Day"                         | Kiha & The Faces "That Kind of Relationship" | Lee Seung-yeol "Not Coming Back"                 | —                                    | —                                    |
| #8: 2011  | 10cm "Tonight I'm Afraid of the Dark" | Gate Flowers "Reserves"                      | Broccoli, You Too? "Graduation"                  | —                                    | —                                    |
| #7: 2010  | Lee So-ra "Track8"                    | Guckkasten "Mirror"                          | Broccoli, You Too? "Universal Song"              | —                                    | —                                    |
| #6: 2009  | Toy "Passionate Goodbye"              | Kiha & The Faces "Cheap Coffee"              | Sister's Barbershop "Beautiful Thing"            | —                                    | —                                    |
| #5: 2008  | Lee Juck "It's Fortunate"             | Mary Epic "Can't Be Happy Without You"       | Lee Seung-yeol "Adonai"                          | —                                    | —                                    |
| #4: 2007  | Lee Han-chul "Super Star"             | Strikers "Untouchable Territories"           | Roller Coaster "Popular Song"                    | —                                    | —                                    |
| #3: 2006  | Lucid Fall "Oh, Love"                 | Black Hole "Life"                            | Mongoose "Dancing Zoo"                           | —                                    | —                                    |
| Upplaga   | Vinnare                               | Vinnare                                      | Vinnare                                          | Vinnare                              | Vinnare                              |
| Upplaga   | Dance & Electronic                    | Hiphop                                       | R&B & Soul                                       | Jazz                                 | Crossover                            |
| #14: 2017 | Hitchhiker "$10"                      | BewhY "Forever"                              | Jeebanoff "Sungbuk-gu Kids"                      | —                                    | —                                    |
| #13: 2016 | Flash Flood Darlings "Star"           | Deepflow "Cutter"                            | Dean "Pour Up"                                   | —                                    | —                                    |
| #12: 2015 | Yoon Sang "If You Wanna Console Me"   | B-Free "Hot Summer"                          | Zion.T "Yanghwa Bridge"                          | —                                    | —                                    |
| #11: 2014 | EXO "Growl"                           | Bulhandang Crew "Robber"                     | Jinbo "Fantasy"                                  | —                                    | —                                    |
| #10: 2013 | f(x) "Electric Shock"                 | G-Dragon "One of a Kind"                     | Naul "Wind Memory"                               | —                                    | —                                    |
| #9: 2012  | 2NE1 "I Am the Best"                  | Meta & Wreck "Yes, Yes, Ya'll"               | Junggigo "Blind"                                 | —                                    | —                                    |
| #8: 2011  | Miss A "Bad Girl Good Girl"           | Garion "Most Urgent"                         | Deez "Sugar"                                     | —                                    | —                                    |
| #7: 2010  | Brown Eyed Girls "Abracadabra"        | San E "Rap Genius"                           | Jungyup "You Are My Lady"                        | —                                    | —                                    |
| #6: 2009  | W&Whale "R.P.G Shine"                 | Dynamic Duo "Mother's Soup"                  | Taeyang "Only Look at Me"                        | —                                    | —                                    |
| #5: 2008  | Wonder Girls "Tell Me"                | Drunken Tiger "8:45 Heaven"                  | Yoon Mi-rae "What's Up! Mr. Good Stuff"          | Woong San "Yesterday"                | Woong San "Yesterday"                |
| #4: 2007  | Peppertones "Superfantastic"          | Koonta In Nuoliunce "Holding On"             | Heritage "Acoustic & Vintage"                    | Jangeun "JB" Bae Trio "Secret Place" | Jangeun "JB" Bae Trio "Secret Place" |
| #3: 2006  | —                                     | Garion "Mutu"                                | Windy City "Love Supreme"                        | Triologue "It Rain"                  | Triologue "It Rain"                  |